# Vesturbyggð
Vesturbyggð är en kommun som ligger på nordvästra Island. Folkmängden uppgår till 998 invånare. De största tätorterna i kommunen är Patreksfjörður med 675 invånare och Bíldudalur med 208 invånare.

## Historia
Kommunen grundades 11 juni 1994 genom en sammanslagning av kommunerna Barðastrandarhreppur, Rauðasandshreppur, Patrekshreppur och Bíldudalshreppur. Den 8 oktober 2005 hölls en folkomröstning om sammanslagning av Vesturbyggð och Tálknafjarðarhreppur där resultatet blev ett nej till sammanslagning.

## Vänorter
| Norge   | Svelvik, Norge    |
| Sverige | Vadstena, Sverige |
| Finland | Nådendal, Finland |
| Danmark | Bogense, Danmark  |